# 37 de Capricorn
37 de Capricorn (37 Capricorni) és un estel en la constel·lació de Capricorn de magnitud aparent +5,69. S'hi troba a 88 anys llum de distància del Sistema Solar.
37 de Capricorn és un estel de la seqüència principal catalogat com de tipus espectral F5V o F1V que, igual que el nostre Sol, obté la seva energia a partir de la fusió nuclear de l'hidrogen. La seva superfície té una temperatura aproximada de 6550 K i llueix amb una lluminositat 3 vegades major que la del Sol. Té un radi un 38% més gran que el radi solar i gira amb una velocitat de rotació igual o superior a 57,5 km/s. Les nanes grogues anàlogues al Sol roten lentament —el Sol té una velocitat de rotació equatorial de 2 km/s— mentre que els estels més massius roten molt més de pressa. La divisió entre aquests dos grups és bastant abrupta i cau aproximadament enmig del tipus espectral F, situant-se 37 Capricorni per sobre d'aquest límit.
37 de Capricorn té una metal·licitat inferior a la solar, aproximadament 2/3 parts de la mateixa. La seva massa és un 24% major que la massa solar, estimant-se la seva edat en 1400 milions d'anys.